# Gabino Tejado y Rodríguez

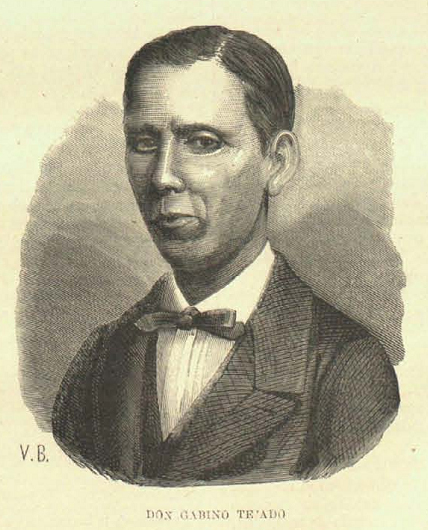
Gabino Tejado y Rodríguez, in La Ilustración Católica

Gabino Tejado y Rodríguez (* 1819 in Badajoz; † 9. Oktober 1891 in Madrid) war ein spanischer Journalist und Schriftsteller.

## Werdegang
Er redigierte die liberale Zeitschrift El Extremeño, bevor er sich dem Traditionalismus und Neokatholizismus (politische Strömung, die den katholischen Einfluss auf die Politik befürwortete) zuwandte. Gabino Tejado y Rodríguez war ein Schüler von Juan Donoso Cortés, Marqués de Valdegamas, dessen Obras (Gesammelte Werke, 1854–1856) in fünf Bänden er gesammelt und mit einem Vorwort versehen hat. Er wirkte in den Zeitschriften seines Freundes Francisco Navarro Villoslada El Padre Cobos (Der Vater Cobos) und El Pensamiento Español (Das spanische Denken) mit. Im Jahre 1880 zum Akademiker auserwählt, hielt er die Eintrittsrede La España que se va (Das Spanien, das von dannen geht.). Sein Drama La herencia de un trono (1848), seine Romane El caballero de la reina (1847), Víctimas y verdugos (1859) und La mujer fuerte wurden einige Male herausgegeben, sowie sein Essai El catolicismo liberal (1875). Gabino Tejado y Rodríguez übersetzte Alessandro Manzonis Los novios und war als Theaterkritiker bei El Laberinto tätig, wobei er sich über Manuel Bretón de los Herreros, Juan Eugenio Hartzenbusch und José Zorrilla äußerte.
Er erscheint in der Herausgabe Los españoles pintados por sí mismos (Die Spanier, die sich selbst zeichnen) als Der Zurückgezogene. Er taucht als einer von vier Dichtern in Antonio María Esquivels Gemälde Los poetas contemporaneos (Die zeitgenössischen Dichter) auf.

## Politische Positionen
Gabino Tejado widersetzte sich dem liberalen Katholizismus, indem er davor warnte, dass die Usurpation der Rechte Gottes die Usurpation der Rechte des Fürsten, des Familienvaters und des Besitzers hervorruft, gleichsam von einem Abgrund zum anderen übergehend. Der gemäßigte Liberalismus und die systematisierte Anarchie erzeugen notwendig die moderne Demokratie, die ihrerseits den Cäsarismus erzeuge. Dieser neue Cäsarismus, der aus der Demokratie durch den Liberalismus erzeugt wird, sei der altertümliche Paganismus, plus den Dampfer, den Zug und die administrative Zentralisierung.